# Тішрей

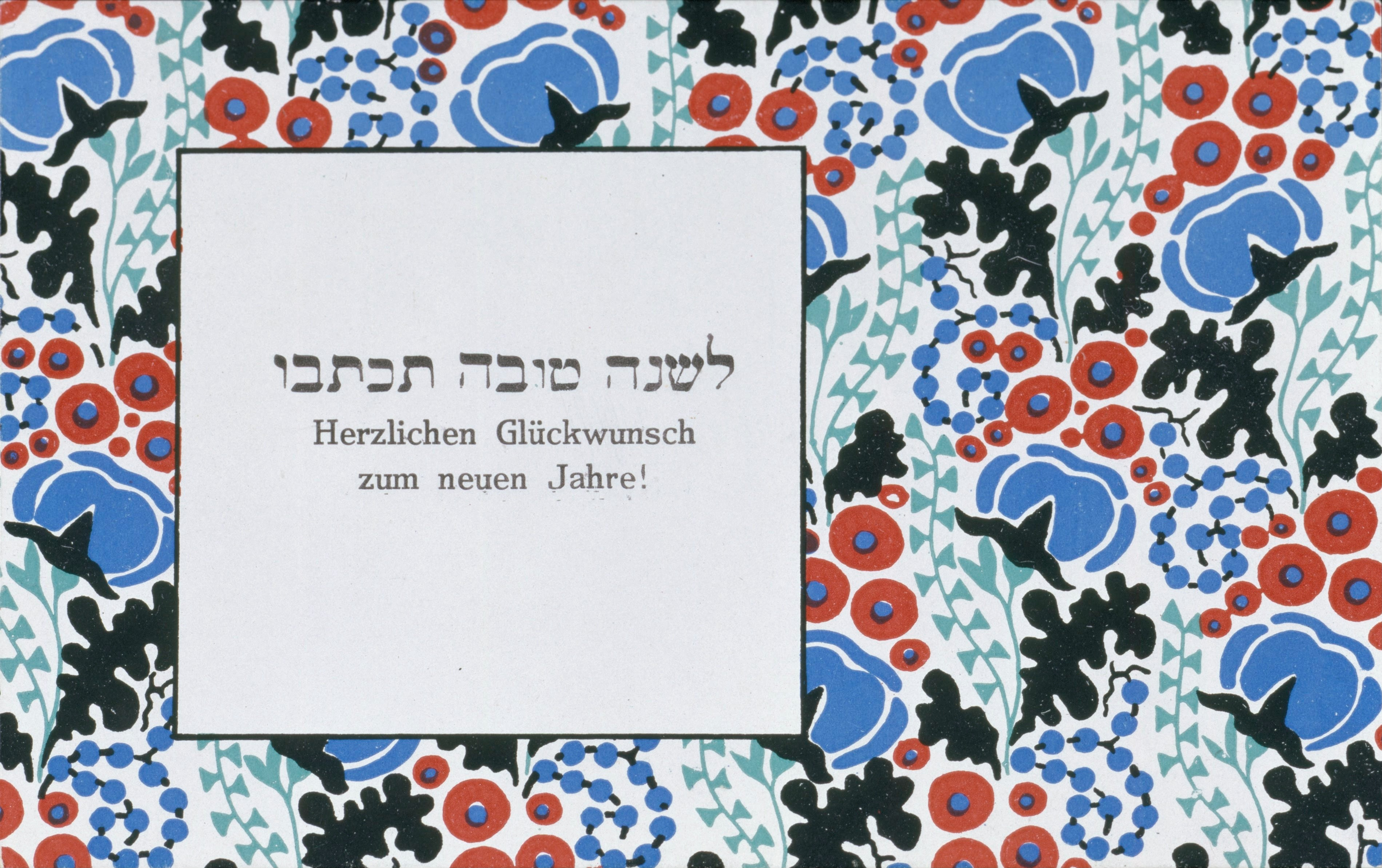
Вітальна листівка на Рош га-Шана, 1910 рік

Тішрей або Тішрі (івр. תִּשְׁרֵי‬, תִּשְׁרִי‬) — 1-ий місяць єврейського цивільного календаря; та 7-ий місяць релігійного календаря; завжди є повним (триває 30 днів); приблизно відповпадає в григоріанському та новоюліанському календарях 39–42 тижням (⅔ вересня – ⅓ жовтня); назва походить від аккад. tašrītu — «початок», вказуючи на місце місяця в календарі.
Юдейські назви місяців походять з часів Вавилонського полону. ТаНаХ назвою Тішрей не послуговується, натомість на позначення 7-го місяця — Етанім (див. 1Цар. 8:2), вживане ще до полону, тлумачиться як «сильні потоки води» (русла річок Ерец-Ісраель саме з приходом осені наповнюються водою).
На Тішрей припадає найбільше свят: 

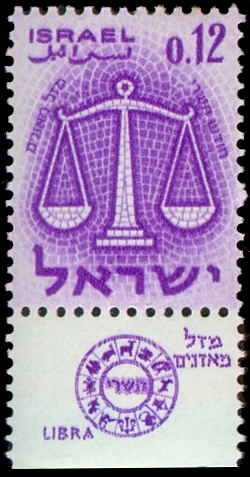
Ізраїльська марка для місяця Тішрей, Терези

• 1–2 відзначається одне з найважливіших свят у році — Рош га-Шана (Голова року) — початок Нового року;
• 10 настає найбільш священний день у році — «Субота Субот» або Йом Кіпур («День очищення»);
• 15–21 святкується Сукот (Свято куренів, «Свято ку́чок», в діаспорі 15–21 числа;
• 22 — Шміні ацерет, Сімхат Тора (Шміні ацерет в діаспорі 22 і 23 числа);
• 23 — Сімхат Тора в діаспорі;
• 30 — перший день повні та канун початку нового місяця Хешван.